# Rhaphiptera boliviana
Rhaphiptera boliviana är en skalbaggsart som beskrevs av Maria Helena M. Galileo och Martins 2007. Rhaphiptera boliviana ingår i släktet Rhaphiptera och familjen långhorningar. Inga underarter finns listade i Catalogue of Life.